# Rambla d'Aragó (Lleida)
La Rambla d'Aragó és un monument del municipi de Lleida inclòs en l'Inventari del Patrimoni Arquitectònic de Catalunya.

## Descripció
Encara que no és pròpiament una rambla, per la manca de generositat amb l'espai per als vianants, aquest carrer ample constitueix frontera entre el centre històric de Lleida i la ciutat moderna, acollint nombrosos edificis d'equipament, entre ells la Biblioteca Pública i Universitat de Lleida, esdeveniments i manifestacions.
Un passeig lateral arbrat, enjardinat i pavimentat per a vianants i una via rodada central de circumval·lació de la ciutat acaben amb fites urbanístiques i escultòriques.

## Història
El començament de la consolidació urbana se situa en l'enderroc de les muralles l'any 1861 i la unió de la ciutat emmurallada amb el seu entorn, en aquest cas dels terrenys que es coneixen actualment com turó de la Serreta. L'estructura de Rambla es manté durant molts d'anys. Als anys 1960 es fa desaparèixer l'àmbit, que hi havia al centre, per als vianants i es creen amples voreres laterals que al marge esquerre adquireix la categoria de passeig. Oficialment, se'n va dir primer Passeig de Ponent i la denominació de Rambla Aragó és més tardana. Del començament es coneix popularment com a Passeig de Boters.